# Llista de monuments de Santa Margarida i els Monjos
Llista de monuments de Santa Margarida i els Monjos inclosos en l'Inventari del Patrimoni Arquitectònic Català per al municipi de Santa Margarida i els Monjos (Alt Penedès). Inclou els inscrits en el Registre de Béns Culturals d'Interès Nacional (BCIN) amb la classificació de monuments històrics i els Béns Culturals d'Interès Local (BCIL) de caràcter arquitectònic.
| Monument                                                      | Protecció    | Estil/època                             | Localització                                                                                 | Coordenades                                          | Codi?         | Imatge |
| ------------------------------------------------------------- | ------------ | --------------------------------------- | -------------------------------------------------------------------------------------------- | ---------------------------------------------------- | ------------- | --- |
| Castell-Convent de Penyafort                                  | BCIN 1404-MH | Barroc XII, XVII-XIX                    | Santa Margarida i els Monjos Ctra. N-340, km 296,6, a 15 km                                  | 41° 18′ 23″ N, 1° 39′ 30″ E / 41.306281°N,1.658224°E | RI-51-0005690 | Castell-Convent de Penyafort (Santa Margarida i els Monjos) · Vegeu més fotos d'aquest monument · Carregueu una nova foto d'aquest monument                  |
| Masia Castell de la Bleda                                     | BCIN 1405-MH | Obra popular XIX                        | Santa Margarida i els Monjos Ctra. B-212, km 2,3, a 600 m                                    | 41° 20′ 40″ N, 1° 39′ 40″ E / 41.344450°N,1.661169°E | RI-51-0005691 | Masia Castell de la Bleda (Santa Margarida i els Monjos) · Vegeu més fotos d'aquest monument · Carregueu una nova foto d'aquest monument                     |
| Masia de Penyafel                                             | BCIN 1406-MH | Obra popular, renaixement XVII          | Santa Margarida i els Monjos Camí de l'Ermita de Penyafel, 1                                 | 41° 19′ 01″ N, 1° 41′ 00″ E / 41.316923°N,1.683390°E | RI-51-0005692 | Masia de Penyafel (Santa Margarida i els Monjos) · Vegeu més fotos d'aquest monument · Carregueu una nova foto d'aquest monument                             |
| Santa Maria de Penyafel, Santuari Penyafel                    | BCIL 2018    | Romànic, barroc XII, XVII               | Santa Margarida i els Monjos Penafel                                                         | 41° 18′ 58″ N, 1° 41′ 00″ E / 41.316156°N,1.683451°E | IPA-2778      | Santa Maria de Penyafel (Santa Margarida i els Monjos) · Vegeu més fotos d'aquest monument · Carregueu una nova foto d'aquest monument                       |
| Santa Maria de la Bleda, Ermita de la Mare de Déu de la Bleda | BCIL 2018    | Romànic, barroc XII-XVII                | Santa Margarida i els Monjos A l'extrem nord del terme                                       | 41° 20′ 37″ N, 1° 39′ 39″ E / 41.343583°N,1.660763°E | IPA-2779      | Santa Maria de la Bleda (Santa Margarida i els Monjos) · Vegeu més fotos d'aquest monument · Carregueu una nova foto d'aquest monument                       |
| Església de Sant Llorenç de la Sanabra                        | BCIL 2018    | Romànic XII                             | Santa Margarida i els Monjos Ctra. N-340, km 296, a 2,5 km                                   | 41° 17′ 56″ N, 1° 40′ 16″ E / 41.298956°N,1.671244°E | IPA-2780      | Església de Sant Llorenç de la Sanabra (Santa Margarida i els Monjos) · Vegeu més fotos d'aquest monument · Carregueu una nova foto d'aquest monument        |
| Antiga Església parroquial de Santa Margarida                 | BCIL 2018    | Romànic, barroc, gòtic XIII, XVII-XVIII | Santa Margarida i els Monjos Cementiri                                                       | 41° 18′ 46″ N, 1° 40′ 03″ E / 41.312774°N,1.667403°E | IPA-2781      | Antiga Església parroquial de Santa Margarida (Santa Margarida i els Monjos) · Vegeu més fotos d'aquest monument · Carregueu una nova foto d'aquest monument |
| Cases al carrer de la Plata, 8-10                             |              | Noucentisme XX                          | Santa Margarida i els Monjos C. de la Plata, 8-10, el Monjos                                 | 41° 19′ 13″ N, 1° 39′ 55″ E / 41.320269°N,1.665183°E | IPA-2782      | Cases al carrer de la Plata, 8-10 (Santa Margarida i els Monjos) · Vegeu més fotos d'aquest monument · Carregueu una nova foto d'aquest monument             |
| Casa de la Vila                                               |              | Monumentalisme academicista             | Santa Margarida i els Monjos Av. de Catalunya, 74, els Monjos                                | 41° 19′ 16″ N, 1° 39′ 46″ E / 41.321115°N,1.662788°E | IPA-2783      | Casa de la Vila (Santa Margarida i els Monjos) · Vegeu més fotos d'aquest monument · Carregueu una nova foto d'aquest monument                               |
| Casa Francisco Romanos                                        |              | Modernisme, noucentisme                 | Santa Margarida i els Monjos Pl. de Sant Pere, 10, els Monjos                                | 41° 19′ 18″ N, 1° 39′ 49″ E / 41.321682°N,1.663482°E | IPA-2784      | Casa Francisco Romanos (Santa Margarida i els Monjos) · Vegeu més fotos d'aquest monument · Carregueu una nova foto d'aquest monument                        |
| Ca l'Antich                                                   | BCIL 2018    | Modernisme XX                           | Santa Margarida i els Monjos C. de Berenguer, 1, els Monjos                                  | 41° 19′ 14″ N, 1° 39′ 51″ E / 41.320519°N,1.664199°E | IPA-2785      | Ca l'Antich (Santa Margarida i els Monjos) · Vegeu més fotos d'aquest monument · Carregueu una nova foto d'aquest monument                                   |
| Casa Gimeno                                                   | BCIL 2018    | Modernisme XX                           | Santa Margarida i els Monjos Av. de Catalunya, 30-32, els Monjos                             | 41° 19′ 20″ N, 1° 39′ 52″ E / 41.322188°N,1.664451°E | IPA-2786      | Casa Gimeno (Santa Margarida i els Monjos) · Vegeu més fotos d'aquest monument · Carregueu una nova foto d'aquest monument                                   |
| Avinguda del Penedès                                          |              | Obra popular                            | Santa Margarida i els Monjos Av. del Penedès, la Ràpita                                      | 41° 18′ 30″ N, 1° 38′ 46″ E / 41.308219°N,1.646089°E | IPA-2787      | Avinguda del Penedès (Santa Margarida i els Monjos) · Vegeu més fotos d'aquest monument · Carregueu una nova foto d'aquest monument                          |
| Ca l'Ambornà                                                  |              | Obra popular XVIII                      | Santa Margarida i els Monjos Ctra. N-340, km 296,6, a 2,3 km                                 | 41° 18′ 41″ N, 1° 40′ 21″ E / 41.311275°N,1.672559°E | IPA-2788      | Ca l'Ambornà (Santa Margarida i els Monjos) · Vegeu més fotos d'aquest monument · Carregueu una nova foto d'aquest monument                                  |
| Capella de Santa Maria de la Sanabra                          | BCIL 2018    | Romànic XII                             | Santa Margarida i els Monjos Ctra. N-340, km 296, a 3 km, la Sanabra                         | 41° 17′ 54″ N, 1° 39′ 45″ E / 41.298261°N,1.662587°E | IPA-2789      | Capella de Santa Maria de la Sanabra (Santa Margarida i els Monjos) · Vegeu més fotos d'aquest monument · Carregueu una nova foto d'aquest monument          |
| Espitlles                                                     | BCIL 2018    | Eclecticisme Medieval-XIX               | Santa Margarida i els Monjos Caseria d'Espitlles                                             | 41° 18′ 58″ N, 1° 40′ 39″ E / 41.315998°N,1.677540°E | IPA-2791      | Espitlles (Santa Margarida i els Monjos) · Vegeu més fotos d'aquest monument · Carregueu una nova foto d'aquest monument                                     |
| La Riba                                                       | BCIL 2018    | Neoclassicisme XVIII-XIX, XX            | Santa Margarida i els Monjos Camí de Cal Salines, entre el barri de Puigdesser i Cal Salines | 41° 20′ 02″ N, 1° 39′ 45″ E / 41.333973°N,1.662370°E | IPA-2792      | La Riba (Santa Margarida i els Monjos) · Vegeu més fotos d'aquest monument · Carregueu una nova foto d'aquest monument                                       |
| Església parroquial de Santa Margarida                        | BCIL 2018    | Historicisme neogòtic XIX               | Santa Margarida i els Monjos Pl. de l'Església, els Monjos                                   | 41° 19′ 12″ N, 1° 39′ 45″ E / 41.319958°N,1.662418°E | IPA-2793      | Església parroquial de Santa Margarida (Santa Margarida i els Monjos) · Vegeu més fotos d'aquest monument · Carregueu una nova foto d'aquest monument        |
| Ca l'Aixelà, Ca l'Eixalà                                      | BCIL 2018    | Eclecticisme XIX                        | Santa Margarida i els Monjos Ctra. B-212, km 2,3, a 2.200 m                                  | 41° 20′ 07″ N, 1° 39′ 42″ E / 41.335344°N,1.661768°E | IPA-2794      | Ca l'Aixelà (Santa Margarida i els Monjos) · Vegeu més fotos d'aquest monument · Carregueu una nova foto d'aquest monument                                   |
| Mas Castellar                                                 | BCIL 2018    | Obra popular XIX                        | Santa Margarida i els Monjos Ctra. N-340, km 296,6, a 1,7 km                                 | 41° 18′ 32″ N, 1° 39′ 44″ E / 41.30875°N,1.662157°E  | IPA-2795      | Mas Castellar (Santa Margarida i els Monjos) · Vegeu més fotos d'aquest monument · Carregueu una nova foto d'aquest monument                                 |
| Mas Catarro                                                   | BCIL 2018    | Modernisme XX Inici                     | Santa Margarida i els Monjos Pl. del Molí de Vent, els Monjos                                | 41° 19′ 32″ N, 1° 39′ 44″ E / 41.325515°N,1.662352°E | IPA-2796      | Mas Catarro (Santa Margarida i els Monjos) · Vegeu més fotos d'aquest monument · Carregueu una nova foto d'aquest monument                                   |
| El Serral                                                     | BCIL 2018    | Eclecticisme, modernisme XX             | Santa Margarida i els Monjos Ctra. N-340, km 296, a 300 m                                    | 41° 19′ 10″ N, 1° 39′ 07″ E / 41.319492°N,1.651818°E | IPA-2797      | El Serral (Santa Margarida i els Monjos) · Vegeu més fotos d'aquest monument · Carregueu una nova foto d'aquest monument                                     |
| Can Carbonell                                                 | BCIL 2018    | Eclecticisme XX Inici                   | Santa Margarida i els Monjos Av. Catalunya, 34, els Monjos                                   | 41° 19′ 20″ N, 1° 39′ 51″ E / 41.322105°N,1.664262°E | IPA-2798      | Can Carbonell (Santa Margarida i els Monjos) · Vegeu més fotos d'aquest monument · Carregueu una nova foto d'aquest monument                                 |
| Local de la Societat Coral La Margaridoia                     | BCIL 2018    | Noucentisme XX                          | Santa Margarida i els Monjos C. Anselm Clavé, 10-14, els Monjos                              | 41° 19′ 15″ N, 1° 39′ 48″ E / 41.320905°N,1.663295°E | IPA-2799      | Local de la Societat Coral La Margaridoia (Santa Margarida i els Monjos) · Vegeu més fotos d'aquest monument · Carregueu una nova foto d'aquest monument     |
| Casa Bolet                                                    | BCIL 2018    | Noucentisme XX                          | Santa Margarida i els Monjos Av. Catalunya, 16-18, els Monjos                                | 41° 19′ 21″ N, 1° 39′ 53″ E / 41.322435°N,1.664745°E | IPA-2800      | Casa Bolet (Santa Margarida i els Monjos) · Vegeu més fotos d'aquest monument · Carregueu una nova foto d'aquest monument                                    |
| Cal Casaler                                                   | BCIL 2018    | Noucentisme XX Mitjan                   | Santa Margarida i els Monjos Av. de Catalunya, 8-10, els Monjos                              | 41° 19′ 22″ N, 1° 39′ 56″ E / 41.322894°N,1.665464°E | IPA-2801      | Cal Casaler (Santa Margarida i els Monjos) · Vegeu més fotos d'aquest monument · Carregueu una nova foto d'aquest monument                                   |
| Molí de l'Abadal                                              |              | Obra popular XV-XVI                     | Santa Margarida i els Monjos Descampat a la dreta del riu Foix                               | 41° 18′ 28″ N, 1° 39′ 28″ E / 41.307644°N,1.657724°E | IPA-15894     | Molí de l'Abadal (Santa Margarida i els Monjos) · Vegeu més fotos d'aquest monument · Carregueu una nova foto d'aquest monument                              |
| Molí del Macià                                                |              | Obra popular                            | Santa Margarida i els Monjos C. Farigola, 2-8, els Monjos                                    | 41° 19′ 14″ N, 1° 39′ 40″ E / 41.320439°N,1.661177°E | IPA-15895     | Molí del Macià (Santa Margarida i els Monjos) · Vegeu més fotos d'aquest monument · Carregueu una nova foto d'aquest monument                                |
| Molí de Mascaró                                               |              | Obra popular                            | Santa Margarida i els Monjos Sense restes, al costat de les Masses                           | 41° 18′ 08″ N, 1° 38′ 48″ E / 41.302272°N,1.646718°E | IPA-15896     | Carregueu una nova foto d'aquest monument |
| La Senabra                                                    | BCIL 2018    | Obra popular XVII                       | Santa Margarida i els Monjos                                                                 | 41° 17′ 54″ N, 1° 39′ 46″ E / 41.29824°N,1.66267°E   | IPA-34950     | Carregueu una nova foto d'aquest monument |
| Església de la Ràpita, església sufragània de Sant Domènec    | BCIL 2018    | Historicisme XX                         | Santa Margarida i els Monjos Av. Penedès, 3, la Ràpita                                       | 41° 18′ 32″ N, 1° 38′ 46″ E / 41.30891°N,1.64616°E   | IPA-34951     | Carregueu una nova foto d'aquest monument |
| Antic Ajuntament                                              | BCIL 2018    | XIX                                     | Santa Margarida i els Monjos C. Sant Josep, 1                                                | 41° 19′ 20″ N, 1° 39′ 50″ E / 41.32234°N,1.66375°E   | IPA-34952     | Carregueu una nova foto d'aquest monument |
| Cals Frares, Can Torner                                       | BCIL 2018    | Modernisme XX                           | Santa Margarida i els Monjos Av. Catalunya, 28                                               | 41° 19′ 20″ N, 1° 39′ 53″ E / 41.32229°N,1.66472°E   | IPA-34953     | Carregueu una nova foto d'aquest monument |
| Ca l'Álvarez Cuevas                                           | BCIL 2018    | Obra popular                            | Santa Margarida i els Monjos Av. Catalunya, 87                                               | 41° 19′ 12″ N, 1° 39′ 41″ E / 41.31991°N,1.66139°E   | IPA-34954     | Carregueu una nova foto d'aquest monument |
| Cal Pagès de Bellavista                                       | BCIL 2018    | Modernisme XIX-XX                       | Santa Margarida i els Monjos Crta. de les Conilleres, Cal Rubió                              |                                                      | IPA-34956     | Carregueu una nova foto d'aquest monument |
| Forn de ciment de Cal Freixes                                 |              |                                         | Santa Margarida i els Monjos Ca l'Ambornar                                                   | 41° 18′ 32″ N, 1° 40′ 30″ E / 41.308860°N,1.674890°E | IPA-40619     | Carregueu una nova foto d'aquest monument |
| Forn de calç de Sant Llorenç de la Sanabra                    |              | Obra popular                            | Santa Margarida i els Monjos                                                                 |                                                      | IPA-40620     | Forn de calç de Sant Llorenç de la Sanabra (Santa Margarida i els Monjos) · Vegeu més fotos d'aquest monument · Carregueu una nova foto d'aquest monument    |
| Molí d'en Ferran                                              |              | Obra popular XIV                        | Santa Margarida i els Monjos                                                                 | 41° 20′ 20″ N, 1° 39′ 39″ E / 41.338995°N,1.660714°E | IPA-42775     | Carregueu una nova foto d'aquest monument |